# Томса Володимир Богумілович
Томса Володимир Богумілович (1830, Прага — 1895) — чеський фізіолог, професор фізіології Київського Університету, дійсний статський радник. Праці присвячені вивченню іннервації кровоносних судин і питанням фізіології симпатичної нервової системи. Засновник першої фізіологічної лабораторії в Києві.

## Біографія
Народився у Празі, навчався у гімназії. Закінчив медичний факультет Празького Університету у 1854 році, здобувши ступінь доктора медицини. У 1859 здобув ступінь доктора хірургії. З 1854 працював прозектором при кафедрі анатомії, а з 1856 — асистентом кафедри патологічної анатомії. У 1859 році пішов добровольцем на австро-італійську війну, був батальйонним лікарем у 48-му австрійському піхотному полку.
Після закінчення війни Томса був переведений до Військово-медичної академії у Відні, де він працював асистентом кафедри фізіології під керівництвом Карла Людвига. Окрім того читав лекції з гістології. Після від'їзду Людвига до Лейпцигу 1865 року виконував обов'язки професора фізіології і медичної фізики.
Того ж 1865 року здобув ступінь доктора медицини в Університеті святого Володимира, а також призначений екстраординарним професором кафедри фізіології цього університету. З 1867 призначений ординарним професором. Читав курси фізіології, патологічної анатомії (1875-76), окремий курс фізіологій для студентів фізико-математичного факультету.
Створив першу фізіологічну лабораторію у приміщенні студентської лазні. Свої роботи у лабораторії здійснювали Віктор Субботін, Євген Афанасьєв, Микола Рогович, А.Л. Рава.
Короткий час з вересня 1883 до січня 1884 року виконував обов'язки декана медичного факультету Київського університету. Навесні 1884 року повернувся до Праги, прийнявши обов'язки ординарного професора Празького університету.

## Наукова діяльність
Досліджував фізіологію кровообігу, лімфообігу, іннервації шкіри і судин. Опублікував кілька десятків робіт, здебільшого німецькою і чеською мовами. Написав російською підручник фізіології, що залишився незакінченим.